# Врачанци
Врачанци е село в Североизточна България. То се намира в община Добричка, област Добрич. Името на селото е в чест на 35-и пехотен Врачански полк сражавал се в Добруджа през Първата световна война.

## История
През 1942 година селото е преименувано от Чакърча на Врачанци. Това е направено в знак на признателност на местните хора към стотиците войници и офицери от 35-и пехотен Врачански полк, загинали в Добричката епопея по време на Първата световна война.
В края на 30-те години на миналия век в селото освен турци и татари са живели и колонисти – куцовласи от македонските планини. По силата на Крайовската спогодба след възвръщането на Южна Добруджа към България цинцарите са изселени в Румъния и вместо тях са дошли българи – преселници от Северна Добруджа. Настанените тук семейства са от Бейдаут, Тулчанско – родното село на Стефан Караджа.

## Население
Преброяване на населението през 2011 г.
Численост и дял на етническите групи според преброяването на населението през 2011 г.:
|                     | Численост | Дял (в %) |
| Общо                | 88        | 100,00    |
| Българи             | 88        | 100,00    |
| Турци               | 0         | 0,00      |
| Цигани              | 0         | 0,00      |
| Други               | 0         | 0,00      |
| Не се самоопределят | 0         | 0,00      |
| Неотговорили        | 0         | 0,00      |